# Marília Vargas
Marília Vargas (Ponta Grossa, 27 de Janeiro de 1977) é uma cantora lírica brasileira.
Formada em canto na Schola Cantorum Basiliensis (Suíça),com especialização em Lied e Oratório pela Musikhochschule de Zurique. A música barroca é sua especialidade, mas tem versatilidade, cantando desde Hildegard Von Bingen (séc XII) até Bach, Mozart e Villa Lobos.

## Biografia
Iniciou seus estudos de canto com Neyde Thomas aos doze anos de idade. Nessa época debutou no Teatro Guaíra, como o pastorzinho na ópera Tosca. Formou-se em canto barroco na Schola Cantorum Basiliensis, Suíça, (2001). Mestrado na classe de Christoph Prègardien, na Musikhochschule de Zurich (2004-2005), especializando-se em Lied e Oratório, sendo laureada summa cum laude.
Fez masterclasses e aperfeiçoamentos com Montserrat Figueras e Silvana Bartoli Bazzoni. Foi premiada no II Concurso Internacional de Canto Bidu Sayão e no VI Concurso Brasileiro de Canto Maria Callas. Em 2002 recebeu bolsa de estudos da fundação suíça Friedl Wald e, dois anos depois,um prêmio da Margherite Meyer Stiftung. Apresentou-se como solista com diversas orquestras, entre as quais a Aargauer Symphonie, a Orchestra of the Age of Enlightement, a Zürcher Kammerorchester, além das brasileiras Orquestra Sinfônica do Paraná, Petrobras Sinfônica, Sinfônica de Minas Gerais e a Orquestra Sinfônica do Estado de São Paulo (OSESP); nos conjuntos de música antiga La Capella Reial de Catalunya, (direção de Jordi Savall), Le Parlement de Musique (direção de Martin Gester), Camerata Antiqua de Curitiba; e em teatros como o Theater Basel, Stadt Casino Bern, Tonhalle Zürich, Wiener Konzerthaus, Theatro Municipal do Rio de Janeiro, Sala São Paulo, Palácio das Artes (MG), Auditorium de Dijon,  Arsenal Metz, Theatre Royal du Palais de Versailles,  Berliner Konzerthaus, Auditorium e Gran Teatro del Liceo (Barcelona).
Realizou inúmeras gravações para rádios e televisões européias e brasileiras, além de ter sua participação em diversos CDs e DVDs. Tem sido professora convidada de importantes festivais de música e universidades do Brasil. Tem divulgado a música brasileira no exterior apresentando-se na Embaixada do Brasil em Roma (2007, 2008); ao lado de Antonio Meneses no concerto de abertura do Ano Brasil-França (2005); e com o Grupo ANIMA no Consulado do Brasil em Milão (2008).
Na temporada de 2009, lançou o CD “Todo amor desta terra”, com canções paranaenses, fruto de projeto aprovado pela Lei Municipal de Incentivo à Cultura de Curitiba; cantou A Criação de Haydn com a Orquestra Sinfônica Brasileira e ópera Rosenkavalier com a OSESP, além de diversos concertos por toda a Europa.Marcando sua primeira participação junto ao prestigiado Grupo ANIMA, o selo SESC SP acaba de lançar o CD “Donzela Guerreira”.
Em 2010 saiu a lume o CD Alla Luna - intorno alle musiche di Biagio Marini stampate a Parma da Viotti nel 1622 , com o grupo italiano La Selva. Neste disco Marília canta música do Seiscento Italiano.  Também o DVD Concerto de Natal Universidade Positivo, com a Orquestra e Coro do Concerto, regência de Norton Morozowicz. Participou de diversos projetos aprovados pela Fundação Cultural de Curitiba nos anos de 2009 e 2010, como  Ópera Ilustrada: (Acis and Galatea, de Händel), Mirandolina (Janacek), Atys e Les Plaisirs de Versailles (Charpentier) e Domitila (João Guilherme Ripper); e Série Música de Câmara, como J.S.Bach - Diálogos entre o sacro e o profano, árias para soprano e música instrumental.    
Em janeiro de 2011 lançou o CD Tempo breve que passaste - Modinhas Brasileiras
Sua temporada de 2012 abriu com no festival Bozar Music de Bruxelas, na Bélgica, seguindo-se de diversos concertos e recitais pelo Brasil e Europa (França, Alemanha, Finlândia), além da gravação de um CD de canções brasileiras ao lado do pianista e compositor André Mehmari a ser lançado proximamente.
Em dezembro de 2012 recebeu o premio João Baptista Gnoato, concedido pela Câmara Municipal de Curitiba. Também foi laureada com a Bolsa de Aperfeiçoamento Técnico e Artístico em Música, concedida pela FUNARTE, para um ciclo de estudos de alto aperfeiçoamento na França.
Em  2013 apresentou concertos e recitais na França, Suíça, Equador, e em várias cidades do Brasil.  Gravou pelo selo Ambronay um CD com obras de Nicola Porpora (1686-1786), com o ensemble Le Parlement de Musique, regência de Martin Gester.    Sob direção de Luis Otávio Santos, gravou o Requiem de Mozart com a Orquestra Barroca de Juiz de Fora e o coro Calíope. Durante o mês do Brasil na China, realizou sua estréia neste país, apresentando-se na World Music Series do National Center of Performing Arts em Beijing.

## Cronologia artística (em preparo)
- 18.10.1989 até 21.10.1989 - dibutto - Teatro Guaíra, Curitiba,Brasil - "Pastorzinho" na Tosca (Puccini). 4 récitas, dois elencos.Primeiro: Neyde Thomas/Ivo Lessa/Rio Novello/Zuinglio Faustini - Segundo elenco: Deborah Oliveira/Benito Maresca/Carmo Barbosa/Pepes do Vale - Reg. Alceo Bocchino/ Orquestra Sinfônica do Paraná - Regisseur:Marcelo Marchioro. Registro em vídeo.
- 13.06.2005 - Concerto de Abertura do Ano Brasil-França,em Versailles (França) - Bachianas nr 5 de Heitor Villa Lobos - com Antônio Menezes,cello e ensemble de violoncelos. Registro em vídeo.
- 19.12.2007 - Messiah, de Georg Friedrich Händel, no Grande Teatro do Palácio das Artes, Belo Horizonte (MG). Com a Orquestra Sinfônica de Minas Gerais e o Coro Madrigale, regência de Marcelo Ramos. Com M.Vargas, soprano; Paulo Mestre, contratenor; Rodrigo del Pozo, tenor; Leonardo Neiva, barítono. registro profissional em dvd.
- 16.01.2011 - Recital No Canal da Música, Curitiba (PR), durante a 29. Oficina de Música de Curitiba - Cantata BWV 82 "Ich habe genug" de Johann Sebastian Bach, com Luís Otávio Santos, violino - Ricardo Kanji, traverso - Cesar Villavicencio e Veronique Lima, flauta doce - Raquel Aranha, violino - Alberto Kanji, cello - Juan Quintana, gamba - Guilherme de Camargo, teorba - Jacques Ogg, cravo. Registro em vídeo.

## Gravações
- CD Hildegard von Bingen und Birgitta von Schweden (1998), com o grupo alemão Les Flamboyants, com música medieval. Foi lançado pela gravadora Raumklang (ALE).
- CD Orquestra Barroca do 13 Festival Internacional de Música Colonial Brasileira e Música Antiga de Juiz de Fora (2002). Nesse disco interpreta o Magnificat BWV 243 de Johann Sebastian Bach, com a Orquestra do Festival, regência de Luís Otávio Santos.
- DVD L'Orfeo de Claudio Monteverdi. Ópera completa - Le Concert des Nations - La Capella Reial de Catalunya - Jordi Savall - com Furio Zanasi, Arianna Savall, Sara Mingardo, Gerd Türk. Marília canta o papel da Ninfa, no primeiro ato, ao contrário dos créditos, que lhe dão erradamente o papel de Eco. Edição BBB OPUS ARTE (UK).
- CD Festival de Juiz de Fora de 2003, com a cantata BWV 97 "In allen meinen Taten", de J.S.Bach, com a orquestra do Festival, regência de Luís Otávio Santos.
- CD Die Schweizer Familie (2005), gravado na Suíça pela Guild (GMCD 7298/9). Marília canta a protagonista Emmeline, com solistas, coro e orquestra regidos por Uri Rom (World Première Record).
- CD Seresta - Music from South America (2006) com Martin Merker (cello), Anna Adamik (piano) e Wolfgang Lindner (percussão). Neste lançamento Marília interpreta peças inéditas de Liduino Pitombeira para cello, piano, voz e percussão. O CD foi lançado na Alemanha (Baden) pela ANTES, número do disco BM-CD 31.9228.
- DVD O Messias (Messiah) de Händel (2007) Versão de Dublin (1742)  Com Marília Vargas (soprano), Paulo Mestre (contratenor) Rodrigo del Pozo (tenor),Leonardo Neiva (barítono). Orquestra sinfônica de Minas Gerais, Coro Madrigale, regência de Marcelo Ramos. Gravado em 19.12.2007. Série de Concertos TIM. Edição da Fundação Clovis Salgado, Minas Gerais.
- CD Música Brasileira na Sala Palestrina - vol 2 - "Virtuosos em Concerto na Histórica Sala da Embaixada em Roma"  - (2008) Esta caixa com 5 CDs e 1 DVD tem o segundo disco dedicado a Marília Vargas. A pianista é Sabina Trojse. Marília canta peças de Villa Lobos, Nepomuceno, Alberto Costa, Ernani Braga, Mignone e Waldemar Henrique. A caixa foi lançada pelo Ministerio das Relações Exteriores para distribuição através das embaixadas brasileiras. Os demais artistas constantes dos outros CDs e DVD são Daniel Guedes (violino), Paulo Francisco Paes (piano), Antonella Pareschi (violino), Felipe Prazeres (violino), Claudia Riccitelli (soprano) e Silvio Barbato (regente).
- DVD Mirandolina de Martinu. (dezembro de 2008) Espetáculo levado na Capela Santa Maria, em Curitiba. Marilia Vargas, Jefferson Moraes, Alexandre Mousquer, Thiago Monteiro, Claudio de Biaggi, Thiago Teixeira (piano) Direção de Denise Sartori. Projeto Opera Ilustrada da Fundação Cultural de Curitiba.
- CD Todo amor desta terra - canções paranaenses (2008). Com um repertório inédito em CD  é uma amostragem da música composta para voz e piano por compositores eruditos do Paraná. No repertório composições de Bento Mossurunga, Alceo Bocchino, José Penalva, Henrique de Curitiba, Benedito Nicolau dos Santos, Wolf Schaia e Gabriel de Paula Machado
- CD+livro Safo Novella - Uma poética do abandono nos lamentos de Bárbara Strozzi, Veneza (1619-1677) (2008)  Neste disco, ela interpreta as obras da compositora do barroco italiano  Barbara Strozzi, acompanhada à teorba pela autora do livro, Silvana Scarinci. Edição da ALGOL.
- CD Alla Luna - intorno alle musiche di Biagio Marini stampate a Parma da Viotti nel 1622  (2009), com o grupo italiano La Selva. Neste disco Marília canta música do Seiscento Italiano, em companhia de Carolina Pace (flauta doce), Gianni la Marca (gamba), Francesco Tomasi (chitarra barocca e liuto), Michele Carreca (teorba).
- CD+LIVRO Donzela Guerreira - com O Grupo ANIMA, gravado em 2009 e lançado em 2010. Edição do SESC SP. Músicos:Gisela Nogueira, Luiz Flaminghi, Marilia Vargas, Marlui Miranda, Paulo Dias, Silvia Ricardino, Valeria Bittar.
- TV BRASIL  Stabat Mater, de Pergolesi com Ensemble Bene+Dictus, Felipe Prazeres(violino), Marília Vargas (soprano), Paulo Mestre (alto), Felix Ferrá (regencia)- gravado em abril de 2010 na Igreja da Ordem Terceira de São Francisco, Rio de Janeiro. Levado ao ar em 13 de maio de 2010, no programa "A Grande Música". Assista no youtube.
- DVD Concerto de Natal Universidade Positivo (2010) com a Orquestra e Coro do Concerto, regência de Norton Morozowicz. Gravado no Grande Teatro Positivo, Curitiba,  em 14 e 15 de dezembro de 2009. Realização da Universidade Positivo.
- CD 'Tempo breve que passaste - Modinhas Brasileiras' (2011) com Ricardo Kanji (flautas e direção musical), Guilherme de Camargo (guitarra portuguesa, viola de arame, violão), Maria Alice Brandão (violoncelo barroco), Rosana Lanzelotte (pianoforte). Modinhas de Cândido Inácio da silva (1800-1838), Domingos Schiopetta (1788-1835), Raphael Coelho Machado (1814-1877), Antônio da silva Leite (1759-1833), Giuseppe Forlivesi (1791-1796), José Maurício Nunes Garcia (1767-1830), Joseph Fachinetti (1810-1870), dois anônimos e o ciclo "Marília de Dirceu", 12 modinhas retiradas do Cancioneiro de Músicas Populares de César das Neves, com poemas de Tomás Antônio Gonzaga.
- CD 'Nicola Porpora (1686-1768) - Vespro per la Festivitá dell'Assunta" (2012) - Le Parlement de Musique - La Maïtrise de Bretagne - regência de Martin Gester - gravado ao vivo no festival de Ambronay, França - Edições AMBRONAY AMY 030
- CD 'Requiem K626 e Ave Verum K 618 (Mozart) e Dies sanctificatus e Gradual de São Sebastião (José Maurício Nunes Garcia)  (2013) Orquestra Barroca do XXIV Festival Internacional de Música Colonial Brasileira e Música Antiga (com instrumentos de época) - regência de Luís Otávio Santos
- CD 'Engenho Novo' (2014) com André Mehmari (piano e arranjos) obras de Villa Lobos, André Mehmari, Waldemar Henrique, Chiquinha Gonzaga e folclore brasileiro

## Prêmios
- Em 2002 - bolsa de estudos da Fundação Friedl Wald (Suíça)
- Em 2004 - prêmio da Margherite Meyer Stiftung (Suíça)
- Segundo lugar no II Concurso Internacional de Canto Bidú Sayão
- premiada no VI Concurso Brasileiro de Canto Maria Callas[1]
- prêmio João Batista Gnoato concedido pela Câmara Municipal de Curitiba, em 2012
- prêmio de aperfeiçoamento técnico-artístico da Funarte no Conservatório de Strasburgo, França  (2012)